# Karine Giébel
Pour les articles homonymes, voir Giebel.
Œuvres principales
Meurtres pour rédemption
Les Morsures de l'ombre
Juste une ombre
Purgatoire des innocents
Karine Giébel est une auteure française de romans policiers, née le 4 juin 1971 à La Seyne-sur-Mer (Var).

## Biographie
Elle naît le 4 juin 1971, et grandit dans un milieu ouvrier modeste, son père travaillant aux chantiers navals de La Seyne-sur-Mer dans le Var. Sa mère est femme au foyer, et s'applique à lui offrir des livres. Elle commence à écrire à l'âge de sept ans, rédigeant des petites histoires.
Après avoir obtenu une licence de droit, Karine Giébel occupe pendant un moment des emplois variés (surveillante d’externat, pigiste et photographe pour un petit journal local, saisonnière pour un Parc National, équipière chez McDonald). Puis elle intègre la fonction publique territoriale, en qualité de juriste. Elle s'occupe des marchés publics d'une communauté d'agglomération, travaillant le jour et écrivant la nuit.
Depuis 2015, elle se consacre exclusivement à l'écriture. 
Elle publie ses deux premiers romans dans la collection « Rail noir » (éditions La Vie du Rail) en 2004 et 2006. Elle poursuit son travail d'écrivain aux éditions Fleuve noir puis Belfond. 
Avec ses quatorze romans, elle s'est fait une place à part dans le thriller psychologique. Ses romans, souvent primés, sont traduits en plusieurs langues : anglais, allemand, italien, néerlandais, russe, espagnol, tchèque, polonais, vietnamien, coréen, letton, turc et japonais.
En 2024, Libération indique que, pour ses « grands formats », elle vend en moyenne 60 000 exemplaires.

## Style, écriture
Elle écrit des romans « noirs »,. Franck Thilliez déclare au sujet de ses écrits : « Son univers est très dur, son écriture sèche, un peu violente. Elle va parfois très loin dans l’univers du noir, et c’est ce qui fait sa force. Elle ne se met pas de tabou, mène au bout ses envies et ses convictions. Et c’est parfois très poétique. » Selon Le Parisien, l'une de ses caractéristiques est de surprendre, en se renouvelant à chaque roman. Elle-même déclare travailler dans cette optique.
L'autrice dit ne pas suivre de plan, d'avoir seulement en tête deux chapitres. Libération la décrit comme une écrivaine travaillant peu vite et se relisant beaucoup.

## Positions
Elle est très préoccupée par l'environnement, et par les guerres. Elle a été traitée d'antisémite par certains lecteurs après qu'elle a décrit la guerre à Gaza en 2009. Elle répond qu'il devrait être possible de parler de ce que fait un gouvernement sans remettre en cause une religion, et soutient qu'une riposte doit être proportionnée.

## Œuvre

### Romans
- Terminus Elicius, La Vie du rail, 2004 (réédition : Pocket, 2011, Belfond, 2016).
- Meurtres pour rédemption, La Vie du rail, 2006 (réédition : Fleuve noir, 2010, Pocket, 2012).
- Les Morsures de l'ombre, Fleuve noir, 2007 (réédition Pocket, 2009).
- Chiens de sang, Fleuve noir, 2008 (réédition Pocket, 2010).
- Jusqu'à ce que la mort nous unisse, Fleuve noir, 2009 (réédition Pocket, 2011)
- Juste une ombre, Fleuve noir, 2012 (réédition Pocket, 2013).
- Purgatoire des innocents, Fleuve noir, 2013 (réédition Pocket, 2014)
- Post  Mortem, 12-21, 2013 (réédition Pocket, 2013)
- Satan était un ange, Fleuve noir, 2014 (réédition Pocket, 2015).
- De force, Belfond, mars 2016 (réédition Pocket, 2017).
- Toutes blessent la dernière tue, Éditions Belfond, 2019Réédité en 2019 par Pocket
- Ce que tu as fait de moi, Belfond, 2019 (réédition Pocket, 2021).
- Glen Affric, Récamier, 2021 (réédition HarperCollins, 2024).

Et chaque fois, mourir un peu

1. Blast, Éditions Récamier, 2024, 480 p.  (ISBN 9782385770358)
2. Trauma(s), Éditions Récamier, 2024, 768 p.  (ISBN 9782385771362)

### Nouvelles

#### Recueils
- Maîtres du jeu : nouvelles (contient 2 nouvelles : Post mortem suivi de J'aime votre peur).  Pocket Thriller n° 15671, 09/2013.  (ISBN 978-2-266-24300-1)
- D'ombre et de silence (contient 8 nouvelles). Paris : Belfond, 10/2017.  (ISBN 978-2-7144-7846-7)
- Chambres noires, Belfond, 2020

#### Dans des anthologies ou des recueils
- J'aime votre peur, dans l'anthologie L'Empreinte sanglante. Paris : Fleuve noir, 2009.  (ISBN 978-2-265-08911-2)
- L'Homme en noir, dans l'anthologie Irradié. Saint-Romain-de-Colbosc : Atelier Mosésu, coll. "Les auteurs du noir", 2014, p. 23-37.
- Aleyna, dans 13 à table ! 2016.  Paris : Pocket n° 16479, nov. 2015,  (ISBN 979-10-92100-32-7)
- Aurore, en appendice du roman Terminus Elicius. Paris : Belfond, 11/2016, p. 291-331.  (ISBN 978-2-7144-7502-2)
- J'ai appris le silence, dans 13 à table ! 2017. Paris : Pocket n° 16745, novembre 2016, p. 79-108.  (ISBN 978-2-266-27126-4)
- L'Intérieur, dans l'anthologie Crimes au musée / dirigée par Richard Migneault. Paris : Belfond, juin 2017, p. 87-110.  (ISBN 978-2-7144-7625-8). Rééd. (ISBN 978-2-266-26373-3)
- Montréal : Éd. Druide, coll. "Reliefs", sept. 2017.  (ISBN 978-2-89711-332-2)
- L'Escalier, dans 13 à table ! : 2018.  Paris : Pocket, nov. 2017,  (ISBN 978-2-266-27952-9)
- Tristan, dans l'anthologie À peine entré dans la librairie... La Griffe noire, 30 ans. Paris : Télémaque, 06/2018, p. 135-145.  (ISBN 978-2-7533-0357-7). Reprise en appendice du roman Toutes blessent, la dernière tue. Paris : Belfond, 11/2018.  (ISBN 978-2-7144-8093-4). Édition collector.
- Dans les bras des étoiles dans 13 à table ! : 2019.  Paris : Pocket, nov. 2018,  (ISBN 978-2-266-28641-1)
- Darkness (avec Barbara Abel), dans Regarder le noir, anthologie sous la direction d'Yvan Fauth. Paris : Belfond, 06/2020, p. 237-280.  (ISBN 978-2-7144-9345-3)
- L'Ascension dans 13 à table ! : 2022.  Paris : Pocket, nov. 2021
- Petit Nouveau (avec Barbara Abel), dans Respirer le noir, anthologie sous la direction d'Yvan Fauth. Paris : Belfond, 05/2022, p. 253-292.  (ISBN 978-2-7144-9591-4)
- Lobo, dans 13 à table ! 2023. Paris : Pocket n° 18566, 11/2022.  (ISBN 978-2-266-32330-7)
- Hikikomori, dans Un peu, beaucoup... à la folie. Paris : Harper Collins Poche n° 411, 10/2022, p. 57-80.  (ISBN 979-1-0339-1331-3). Anthologie au profit de l'Unafam.

## Récompenses
- Prix Marseillais du Polar 2005, pour Terminus Elicius[5]
- Prix Intramuros, Festival Polar&Co de Cognac 2008 pour Les Morsures de l'ombre[6]
- Prix Derrière les murs, Festival International du Roman Noir de Frontignan 2009 pour Les Morsures de l'ombre[7]
- Prix SNCF du polar français 2009 pour Les Morsures de l'ombre[8]
- Prix des Lecteurs de bibliothèques et de médiathèques, Festival Polar de Cognac 2010, pour Jusqu'à ce que la mort nous unisse[9]
- Prix Polar du meilleur roman français, Festival Polar de Cognac 2012, pour Juste une ombre[10]
- Prix Marseillais du Polar 2012 pour Juste une ombre[11]
- Prix des lecteurs du Var 2014 pour Purgatoire des innocents[12]
- Prix Book en Stock 2019, dans la catégorie "THRILLER" pour Toutes blessent la dernière tue[13]
- Prix de l'Evêché 2019 pour Toutes blessent la dernière tue[14]

## Adaptation
- Jusqu'à ce que la mort nous unisse, adaptation du roman homonyme, Grand Prix 2018 du Film francophone de télévision au Festival Polar de Cognac[15] , diffusé pour la première fois sur France 3 le 27 novembre 2018.
- Les Morsures de l'ombre, adaptation en bande dessinée, par Beausang-O'Griafa - Delaporte - Lofé éditions Philéas (2024)